# Parti Populaire
Parti Populaire (PP, på nederländska Personenpartij) är ett högerextremt politiskt parti i Belgien. Partiet grundades 26 november 2009 av Rudy Aernoudt och advokaten Mischaël Modrikamen, som i början av 2009 blev känd genom att försvara småaktieägare i samband med skandalerna runt banken Fortis.
I parlamentsvalet i Belgien 2010 fick partiet ett mandat i Representantkammaren.